# William Otis
Pour les articles homonymes, voir Otis.
William Smith Otis (20 septembre 1813 - 13 novembre 1839) est un inventeur américain, créateur de la pelle à vapeur. 

## Biographie

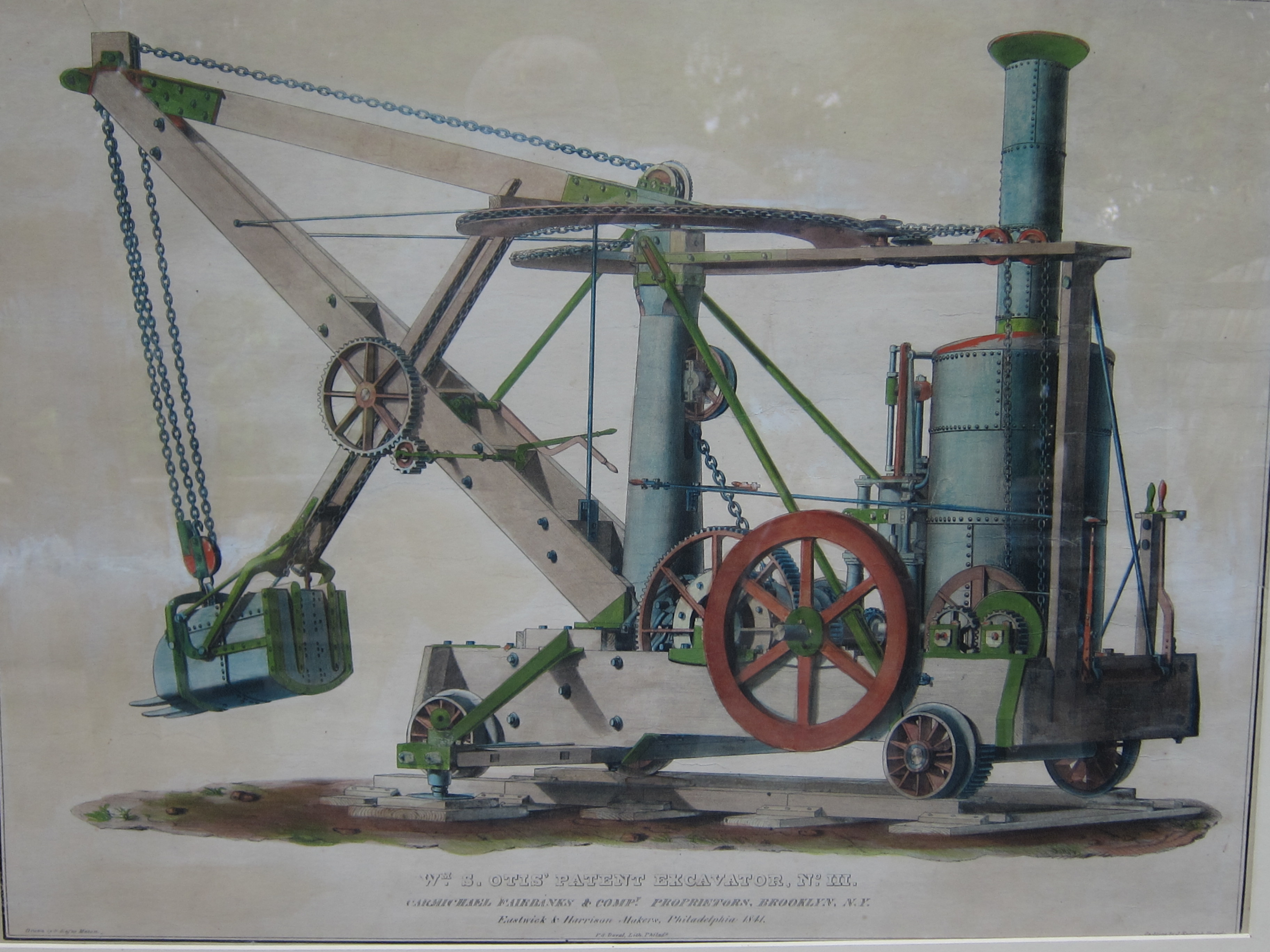
Excavatrice Otis.

Il est né à  Pelham, dans le Massachusetts, en 1813. 
En 1839, William Smith Otis, ingénieur civil de Philadelphie, en Pennsylvanie, obtient un brevet américain pour la pelle à vapeur (no 1 089) destinée à l'excavation et à l'enlèvement de la terre. Officiellement, le dessin du brevet a disparu, mais il en existe un qui est censé être celui du brevet et qui montre la grue montée sur un wagon de chemin de fer. Une charge de terre pouvait être soulevée par le godet, puis soulevée par la grue et tournée pour être déversée, par exemple dans des wagons de chemin de fer. Le brevet décrit comment une machine à vapeur, d'un type alors couramment utilisé, a été installée avec un mécanisme de commande de la grue et un système de poulies pour déplacer ses bras et son godet. La grue pouvait déplacer environ 380 mètres cubes de terre par jour, avec sa pelle d'une capacité de 1,1 mètre cube et sa flèche en bois pivotant à 180°. Elle a été utilisée pour la première fois par la Western Railroad dans le Massachusetts. Otis a reçu un brevet pour sa création le 24 février 1839.
Il meurt à l'âge de 26 ans d'une fièvre typhoïde. 